# The Paul McCartney World Tour

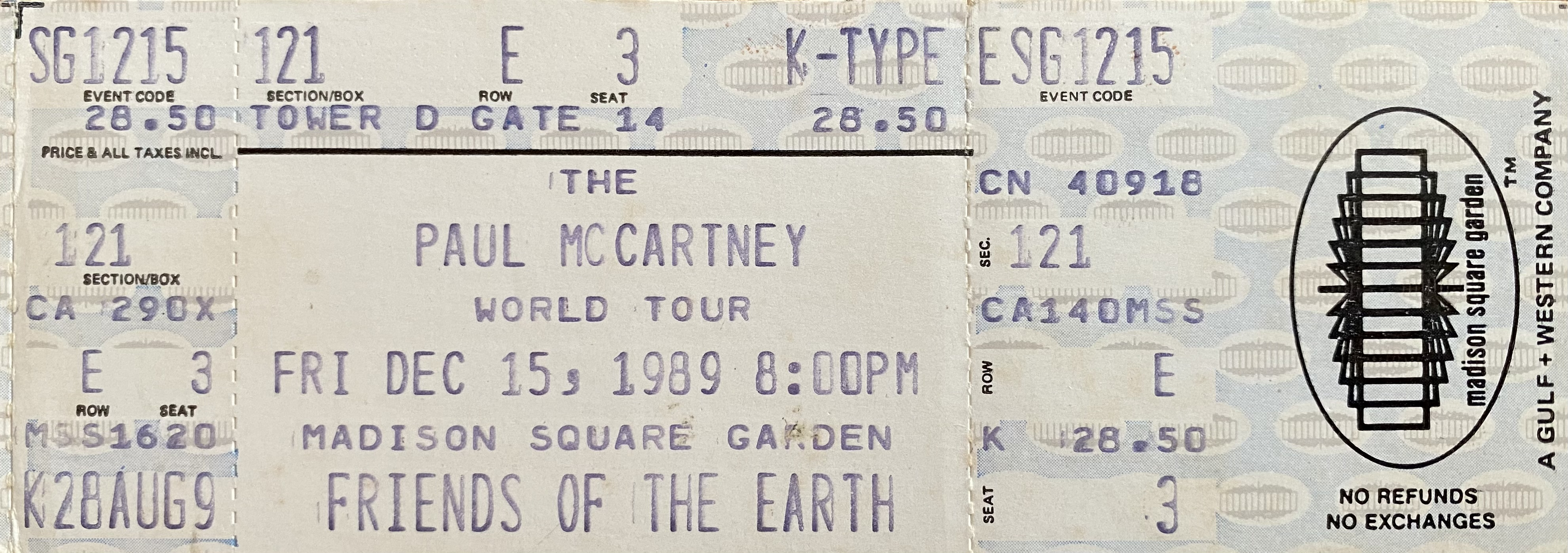
Entrada para el concierto de 1989 en el Madison Square Guarden

The Paul McCartney World Tour fue una gira del músico británico Paul McCartney. Fue la primera gira en solitario de McCartney tras la disolución de su anterior banda, Wings, a comienzos de la década de 1980, así como su primera aparición en público en Norteamérica en trece años, desde la gira Wings Over the World Tour de 1976. 
Organizada tras la publicación de Flowers in the Dirt (1989), su primer disco de estudio con material nuevo en tres años, The Paul McCartney World Tour comenzó el 26 de septiembre de 1989 en el Drammenshallen de Drammen, Noruega, y tras un total de nueve etapas recorriendo Norteamérica, América del Sur, Europa y Asia, finalizó casi un año después, el 29 de julio de 1990, con un concierto en el Soldier Field de Chicago (Illinois).
La gira fue documentada con la publicación del álbum en directo Tripping the Live Fantastic (1990) y con el largometraje Get Back (1991). From Rio to Liverpool, un documental de una hora de duración, fue también emitido en el canal de televisión británico Channel 4.

## Banda
- Paul McCartney: voz, guitarra acústica y eléctrica, bajo y teclados.
- Linda McCartney: teclados, pandereta, percusión y coros.
- Hamish Stuart: guitarra acústica y eléctrica, bajo y coros.
- Robbie McIntosh: guitarra eléctrica y coros.
- Paul "Wix" Wickens: teclados y coros.
- Chris Whitten: batería y percusión.

## Fechas
| Fecha                    | Ciudad           | País           | Escenario                        |
| ------------------------ | ---------------- | -------------- | -------------------------------- |
| Europa                   |                  |                |                                  |
| 26 de septiembre de 1989 | Drammen          | Noruega        | Drammenshallen                   |
| 28 de septiembre de 1989 | Gothenburg       | Suecia         | Scandinavium                     |
| 29 de septiembre de 1989 | Estocolmo        | Suecia         | Isstadion                        |
| 30 de septiembre de 1989 | Estocolmo        | Suecia         | Isstadion                        |
| 3 de octubre de 1989     | Hamburgo         | Alemania       | Alsterdorfer Sporthalle          |
| 4 de octubre de 1989     | Hamburgo         | Alemania       | Alsterdorfer Sporthalle          |
| 6 de octubre de 1989     | Frankfurt        | Alemania       | Festhalle                        |
| 7 de octubre de 1989     | Frankfurt        | Alemania       | Festhalle                        |
| 9 de octubre de 1989     | París            | Francia        | Palais Omnisports de Paris-Bercy |
| 10 de octubre de 1989    | París            | Francia        | Palais Omnisports de Paris-Bercy |
| 11 de octubre de 1989    | París            | Francia        | Palais Omnisports de Paris-Bercy |
| 16 de octubre de 1989    | Dortmund         | Alemania       | Westfalenhalle                   |
| 17 de octubre de 1989    | Dortmund         | Alemania       | Westfalenhalle                   |
| 20 de octubre de 1989    | Múnich           | Alemania       | Olympiahalle                     |
| 21 de octubre de 1989    | Múnich           | Alemania       | Olympiahalle                     |
| 22 de octubre de 1989    | Múnich           | Alemania       | Olympiahalle                     |
| 24 de octubre de 1989    | Roma             | Italia         | Palaeur                          |
| 26 de octubre de 1989    | Milán            | Italia         | Palatrussardi                    |
| 27 de octubre de 1989    | Milán            | Italia         | Palatrussardi                    |
| 29 de octubre de 1989    | Zúrich           | Suiza          | Hallenstadion                    |
| 30 de octubre de 1989    | Zúrich           | Suiza          | Hallenstadion                    |
| 2 de noviembre de 1989   | Madrid           | España         | Palacio de los Deportes          |
| 3 de noviembre de 1989   | Madrid           | España         | Palacio de los Deportes          |
| 5 de noviembre de 1989   | Lyon             | Francia        | Halle Tony Garnier               |
| 7 de noviembre de 1989   | Róterdam         | Países Bajos   | Ahoy Rotterdam                   |
| 8 de noviembre de 1989   | Róterdam         | Países Bajos   | Ahoy Rotterdam                   |
| 10 de noviembre de 1989  | Róterdam         | Países Bajos   | Ahoy Rotterdam                   |
| 11 de noviembre de 1989  | Róterdam         | Países Bajos   | Ahoy Rotterdam                   |
| Norteamérica             |                  |                |                                  |
| 23 de noviembre de 1989  | Inglewood        | Estados Unidos | Great Western Forum              |
| 24 de noviembre de 1989  | Inglewood        | Estados Unidos | Great Western Forum              |
| 27 de noviembre de 1989  | Inglewood        | Estados Unidos | Great Western Forum              |
| 28 de noviembre de 1989  | Inglewood        | Estados Unidos | Great Western Forum              |
| 29 de noviembre de 1989  | Inglewood        | Estados Unidos | Great Western Forum              |
| 3 de diciembre de 1989   | Rosemont         | Estados Unidos | Rosemont Horizon                 |
| 4 de diciembre de 1989   | Rosemont         | Estados Unidos | Rosemont Horizon                 |
| 5 de diciembre de 1989   | Rosemont         | Estados Unidos | Rosemont Horizon                 |
| 7 de diciembre de 1989   | Toronto, Ontario | Canadá         | SkyDome                          |
| 9 de diciembre de 1989   | Montreal         | Canadá         | Montreal Forum                   |
| 11 de diciembre de 1989  | Nueva York       | Estados Unidos | Madison Square Garden            |
| 12 de diciembre de 1989  | Nueva York       | Estados Unidos | Madison Square Garden            |
| 14 de diciembre de 1989  | Nueva York       | Estados Unidos | Madison Square Garden            |
| 15 de diciembre de 1989  | Nueva York       | Estados Unidos | Madison Square Garden            |
| Europa                   |                  |                |                                  |
| 2 de enero de 1990       | Birmingham       | Reino Unido    | NEC Arena                        |
| 3 de enero de 1990       | Birmingham       | Reino Unido    | NEC Arena                        |
| 5 de enero de 1990       | Birmingham       | Reino Unido    | NEC Arena                        |
| 6 de enero de 1990       | Birmingham       | Reino Unido    | NEC Arena                        |
| 8 de enero de 1990       | Birmingham       | Reino Unido    | NEC Arena                        |
| 9 de enero de 1990       | Birmingham       | Reino Unido    | NEC Arena                        |
| 11 de enero de 1990      | Londres          | Reino Unido    | Wembley Arena                    |
| 13 de enero de 1990      | Londres          | Reino Unido    | Wembley Arena                    |
| 14 de enero de 1990      | Londres          | Reino Unido    | Wembley Arena                    |
| 16 de enero de 1990      | Londres          | Reino Unido    | Wembley Arena                    |
| 17 de enero de 1990      | Londres          | Reino Unido    | Wembley Arena                    |
| 19 de enero de 1990      | Londres          | Reino Unido    | Wembley Arena                    |
| 20 de enero de 1990      | Londres          | Reino Unido    | Wembley Arena                    |
| 21 de enero de 1990      | Londres          | Reino Unido    | Wembley Arena                    |
| 23 de enero de 1990      | Londres          | Reino Unido    | Wembley Arena                    |
| 24 de enero de 1990      | Londres          | Reino Unido    | Wembley Arena                    |
| 26 de enero de 1990      | Londres          | Reino Unido    | Wembley Arena                    |
| Norteamérica             |                  |                |                                  |
| 1 de febrero de 1990     | Auburn Hills     | Estados Unidos | The Palace of Auburn Hills       |
| 2 de febrero de 1990     | Auburn Hills     | Estados Unidos | The Palace of Auburn Hills       |
| 4 de febrero de 1990     | Pittsburgh       | Estados Unidos | Civic Arena                      |
| 5 de febrero de 1990     | Pittsburgh       | Estados Unidos | Civic Arena                      |
| 8 de febrero de 1990     | Worcester        | Estados Unidos | Worcester Centrum                |
| 9 de febrero de 1990     | Worcester        | Estados Unidos | Worcester Centrum                |
| 12 de febrero de 1990    | Cincinnati       | Estados Unidos | Riverfront Coliseum              |
| 14 de febrero de 1990    | Indianapolis     | Estados Unidos | Market Square Arena              |
| 15 de febrero de 1990    | Indianapolis     | Estados Unidos | Market Square Arena              |
| 18 de febrero de 1990    | Atlanta          | Estados Unidos | The Omni                         |
| 19 de febrero de 1990    | Atlanta          | Estados Unidos | The Omni                         |
| Asia                     |                  |                |                                  |
| 3 de marzo de 1990       | Tokio            | Japón          | Tokyo Dome                       |
| 5 de marzo de 1990       | Tokio            | Japón          | Tokyo Dome                       |
| 7 de marzo de 1990       | Tokio            | Japón          | Tokyo Dome                       |
| 9 de marzo de 1990       | Tokio            | Japón          | Tokyo Dome                       |
| 11 de marzo de 1990      | Tokio            | Japón          | Tokyo Dome                       |
| 13 de marzo de 1990      | Tokio            | Japón          | Tokyo Dome                       |
| Norteamérica             |                  |                |                                  |
| 29 de marzo de 1990      | Seattle          | Estados Unidos | Seattle Kingdome                 |
| 31 de marzo de 1990      | Berkeley         | Estados Unidos | California Memorial Stadium      |
| 1 de abril de 1990       | Berkeley         | Estados Unidos | California Memorial Stadium      |
| 4 de abril de 1990       | Tempe            | Estados Unidos | Sun Devil Stadium                |
| 7 de abril de 1990       | Irving           | Estados Unidos | Texas Stadium                    |
| 9 de abril de 1990       | Lexington        | Estados Unidos | Rupp Arena                       |
| 12 de abril de 1990      | Tampa            | Estados Unidos | Tampa Stadium                    |
| 14 de abril de 1990      | Miami Gardens    | Estados Unidos | Joe Robbie Stadium               |
| 15 de abril de 1990      | Miami Gardens    | Estados Unidos | Joe Robbie Stadium               |
| Sudamérica               |                  |                |                                  |
| 20 de abril de 1990      | Río de Janeiro   | Brasil         | Estadio Maracaná                 |
| 21 de abril de 1990      | Río de Janeiro   | Brasil         | Estadio Maracaná                 |
| Europa                   |                  |                |                                  |
| 23 de junio de 1990      | Glasgow          | Reino Unido    | S.E.C.C. Arena                   |
| 28 de junio de 1990      | Liverpool        | Reino Unido    | King's Docks                     |
| 30 de junio de 1990      | Stevenage        | Reino Unido    | Knebworth Park                   |
| Norteamérica             |                  |                |                                  |
| 4 de julio de 1990       | Washington D. C. | Estados Unidos | RFK Stadium                      |
| 6 de julio de 1990       | Washington D. C. | Estados Unidos | RFK Stadium                      |
| 9 de julio de 1990       | East Rutherford  | Estados Unidos | Giants Stadium                   |
| 11 de julio de 1990      | East Rutherford  | Estados Unidos | Giants Stadium                   |
| 14 de julio de 1990      | Philadelphia     | Estados Unidos | Veterans Stadium                 |
| 15 de julio de 1990      | Philadelphia     | Estados Unidos | Veterans Stadium                 |
| 18 de julio de 1990      | Ames             | Estados Unidos | Cyclone Stadium                  |
| 20 de julio de 1990      | Cleveland        | Estados Unidos | Cleveland Stadium                |
| 22 de julio de 1990      | Raleigh          | Estados Unidos | Carter–Finley Stadium            |
| 24 de julio de 1990      | Foxborough       | Estados Unidos | Sullivan Stadium                 |
| 25 de julio de 1990      | Foxborough       | Estados Unidos | Sullivan Stadium                 |
| 26 de julio de 1990      | Foxborough       | Estados Unidos | Sullivan Stadium                 |
| 29 de julio de 1990      | Chicago          | Estados Unidos | Soldier Field                    |